# 차임
차임(영어: Chime) 또는 차임벨(영어: Chime bell 혹은 Bell chime)은 카리용과 비슷하게 생긴 악기이다. 종이 23개 미만으로 달려있는 것이 특징이며, 종이 23개 이상 있으면 카리용으로 분류 된다.
첫 차임은 1487년에 만들어졌다. 1900년 이전에 만들어지던 차임은 보통 강약의 조절이 부족했고, 이후에 벨기에, 네덜란드, 잉글랜드, 미국에서 만들어지는 차임벨부터 정확한 화성음 연주가 가능해졌다. 잉글랜드에 있는 몇몇 탑에는 엘라콤 기계(차임을 울리게 하는 기계)를 사용해 차임을 울리기도 한다.

## 유명한 차임
- 일리노이 대학교 어배너-섐페인에 있는 알트겔드 차임스. 15개의 맥셰인 벨 파운드리에서 제작한 종이 1920년부터 있었다. 이는 대학교의 공군 관련 1914-1921년에 재학한 학생들이 선물한 것이다.[3]
- 노스다코타주의 국제평화가든에 있는 아르마 시프튼 종. 질렛 & 존스턴이 매니토바주의 센트럴 브랜든 연합 교회에 1972년 선물하였고, 1976년에 노스다코타주로 넘겨졌다.[4]
- 뉴저지주의 뉴브런즈윅에 있는 세인트 피터 아포슬 교구의 차임. 9개의 종이 뉴욕주에서 1870년에 넘어왔다.
- 앤아버의 파머스 마켓. 총 17개의 종이 있으며, 10개는 1920년대 매사추세츠주의 세인트 스테판 교회에서, 나머지 7개는 네덜란드의 종 주조 회사에서 주었다.
- 더블린에 있는 세인트 바르톨로메오 교회의 종. 가끔씩 카리용으로 잘못 불리기도 한다. 8개의 종은 질렛 & 존스턴에서 생산되었으며, 2013년, 소음 공해 문제로 인해 잠시 소리를 내는 것이 중지된 적이 있었다.[5][6][7][8]
- 노바스코샤주 시드니의 하이랜드 아츠 극장(이전의 세인트 앤드류 연합 교회)의 차임. 현재까지도 노바스코샤에서 계속 연주가 되고 있으며, 시내에서도 쉽게 들을 수 있다. 맥셰인 벨 파운드리에서 1911년, 교회가 세워져서 10개의 차임을 만들어 보냈다. 2015년 12월, 페이스북에서 한 여성이 이 차임으로 "천사들의 노래가" (Angels We Have Heard on High)를 연주하는 영상이 9일만에 160만 회를 기록하기도 하였다.[9][10][11][12]
- 브래드포드 시청의 차임은 매일 정오와 오후에 총 15분이 울리며, 12월에는 캐롤이 연주되기도 한다. 다른 곡들은 보통 지역 및 국가 행사와 관련되어 있을 때 연주 된다.